# Tenaturris inepta
Tenaturris inepta é uma espécie de gastrópode do gênero Tenaturris, pertencente a família Mangeliidae.